# Бракетт (лунный кратер)
Кратер Бракетт (лат. Brackett) — маленький ударный кратер находящийся на юго-восточной окраине Моря Ясности на видимой стороне Луны. Название дано в честь американского физика Фредерика Бракетта (1896—1988) и утверждено Международным астрономическим союзом в 1973 г. 

## Описание кратера

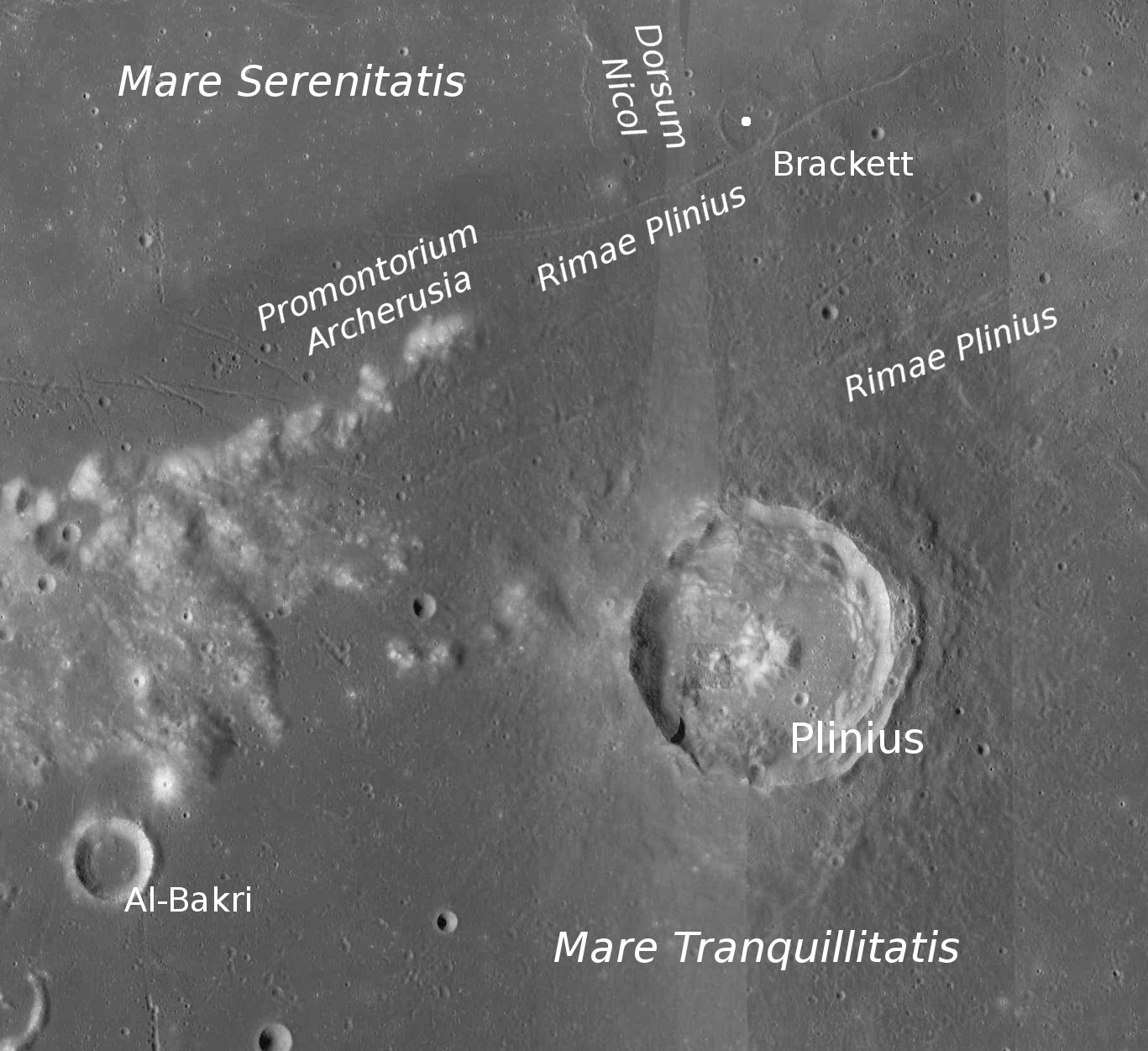
Окрестности кратера Бракетт. Снимок зонда Lunar Reconnaissance Orbiter.

Ближайшими соседями кратера являются маленький кратер Дезейини на северо-западе; маленький кратер Борель на северо-востоке; небольшой кратер Дауэс на востоке-юго-востоке; крупный кратер Плиний на юге и кратер Таке на западе-юго-западе. На юго-западе от кратера находится мыс Архерузия; на северо-западе гряда Николя; на севере гряды Листера. Южнее кратера располагаются борозды Плиния. Селенографические координаты центра кратера 17°50′ с. ш. 23°32′ в. д. / 17,84° с. ш. 23,54° в. д., диаметр 8,9 км, глубина 0,31 км.
Кратер практически полностью затоплен лавой при заполнении бассейна Моря Ясности, над поверхностью выступает только кромка вала. Высота вала над окружающей местностью 300 м. Объем кратера составляет около 20 км³.
Кратер доступен для наблюдений при низких углах освещения Солнцем, в противном случае он трудно различим.

## Сателлитные кратеры
Отсутствуют.